# イタリア赤十字社
イタリア赤十字（伊語：Croce Rossa Italiana）は、イタリアの赤十字組織。起源は戦傷者と戦病者のためのイタリア委員会協会であり、1863年フィレンツェに、翌年6月15日にミラノに設立された。その後1872年ローマに本部が移され、中央委員会が設立された。その他の赤十字組織は後に組織された。イタリア赤十字は1919年に設立された国際赤十字赤新月社連盟の当初からの参加組織である。
アメリカ赤十字社はイタリアで長期間活動しており、イタリア赤十字社と協力している。アーネスト・ヘミングウェイは1918年にアメリカ赤十字社の一員としてイタリアで活動していた。アメリカ赤十字社はナポリに事務所を置いている。
現在、イタリア赤十字はイタリア大統領の後援の下の国家慈善団体の扱いである。イタリア赤十字は現在のところ、国際赤十字赤新月社の組織である。2005年12月11日、マッシーモ・バッラ医師は大統領に選ばれて着任している。
イタリア赤十字の輸送車両には特別認可証が付けられている。
イタリア赤十字社には軍団体、ボランティアの看護婦団体、支援医師団体、婦人団体、工兵、血液提供者団体などの組織がある。